# Computer-Aided Instruction
Computer-aided instruction lub computer-assisted instruction – systemy nauczania realizowane niemal całkowicie za pomocą komputerów, zarówno jeśli chodzi o część wykładową, jak i rozmaitego rodzaju ćwiczenia i testy. 
Pierwszym systemem CAI ogólnego przeznaczenia był system PLATO (Programmed Logic for Automatic Teaching Operation), opracowany w amerykańskim University of Illinois at Urbana-Champaign. 

## Literatura
- Conference books - Infotech 2007 : Modern information and communication technology in education.
- Dostál, J. Computer in education. Olomouc, EU: Votobia, 2007. s. 125, ISBN 80-7220-295-2.